# Sadkó (cuadro musical)

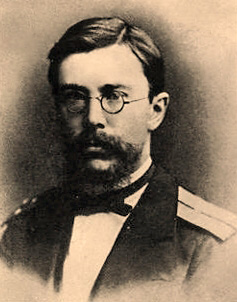
El compositor hacia 1870.

Sadkó, op. 5, es un cuadro musical de Nikolái Rimski-Kórsakov, compuesto en 1867 y revisado en 1869 y 1892. Es considerado en ocasiones como el primer poema sinfónico ruso. Su estreno tuvo lugar en 1867 en un concierto de la Sociedad Musical Rusa (SMR), dirigida por Mili Balákirev. Rimski-Kórsakov luego escribió la ópera del mismo nombre que toma material temático de esta pieza. Del poema sinfónico, el compositor citó sus pasajes más memorables en la ópera, incluido el tema inicial del oleaje del mar, y otros temas como leitmotivs. El propio compositor se propuso «utilizar para esta ópera el material de mi poema sinfónico, y, en cualquier caso, hacer uso de sus motivos como motivos principales para la ópera».

## Visión general

### Contexto
Sadkó (en ruso: Садко) fue un héroe legendario de una bylina rusa (poema narrativo oral tradicional eslavo oriental). Un comerciante e intérprete de gusli (instrumento de cuerda) de Nóvgorod es transportado al reino del rey del mar. Allí, debe proporcionar música para acompañar el baile en el matrimonio de la hija del rey. El baile se vuelve tan frenético que la superficie del mar se encrespa, amenazando con hundir los barcos en él. Para calmar el mar, Sadkó rompe su instrumento. La tormenta se disipa y reaparece en la orilla. 

### Composición

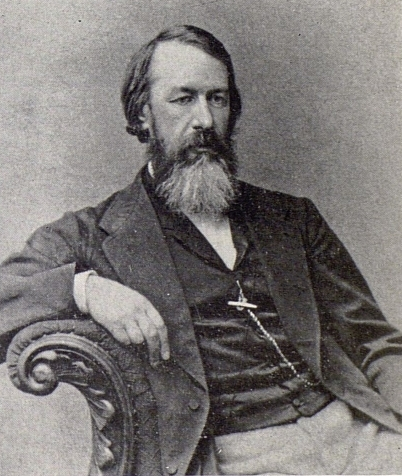
Vladímir Stásov escribió el programa para Sadkó.

Mili Balákirev, líder del grupo musical nacionalista ruso «Los Cinco», estuvo fascinada con la Sinfonía n.º 2 Oceáno de estilo europeizante de Antón Rubinstein y quería crear una alternativa más específicamente rusa. El crítico musical Vladímir Stásov sugirió la leyenda de Sadkó y escribió un programa para esta obra, que entregó a Balákirev en 1861. Al principio, Balákirev transmitió el programa a Modest Músorgski, quien no hizo nada con él. (El comentario de Músorgski a Balákirev al escuchar la Sinfonía Océano de Rubinstein fue "Oh océano, oh charco"; a él le había gustado más la dirección de Rubinstein de la pieza que la obra en sí.) Músorgski finalmente le ofreció el programa a Rimski-Kórsakov, después de haberlo abandonado por mucho tiempo. Balákirev estuvo de acuerdo, contando con el amor del mar por el oficial naval para ayudarlo a producir resultados. 
En lugar de la experiencia directa del mar, Rimski-Kórsakov recurrió al poema sinfónico de Franz Liszt Ce Qu'on entend sur la montagne para inspirarse. Enmarcando la obra hay dos bocetos del mar tranquilo y ondulante. Mientras Rimski-Kórsakov tomó la base armónica y moduladora de estas secciones de la apertura de Montagne de Liszt, admitió el acorde de paso que cerraba estas secciones era lo único de su autoría. La sección central comprende música que retrata el viaje submarino de Sadkó, la fiesta del rey del mar y la danza rusa que lleva la obra a su clímax. Típico de la modestia y autocrítica de Rimski, ofrece varias influencias para esta sección: Ruslán y Liudmila de Mijaíl Glinka, Canción del pez de colores de Balákirev, Rusalka de Aleksandr Dargomyzhski y Mephisto Waltz n.º 1 de Liszt. Rimski-Kórsakov eligió las tonalidades principales de la pieza: un movimiento en re bemol mayor, el siguiente en re mayor y luego un regreso a re bemol mayor, específicamente para complacer a Balákirev «que tenía una predilección exclusiva por estas tonalidades en esos días».

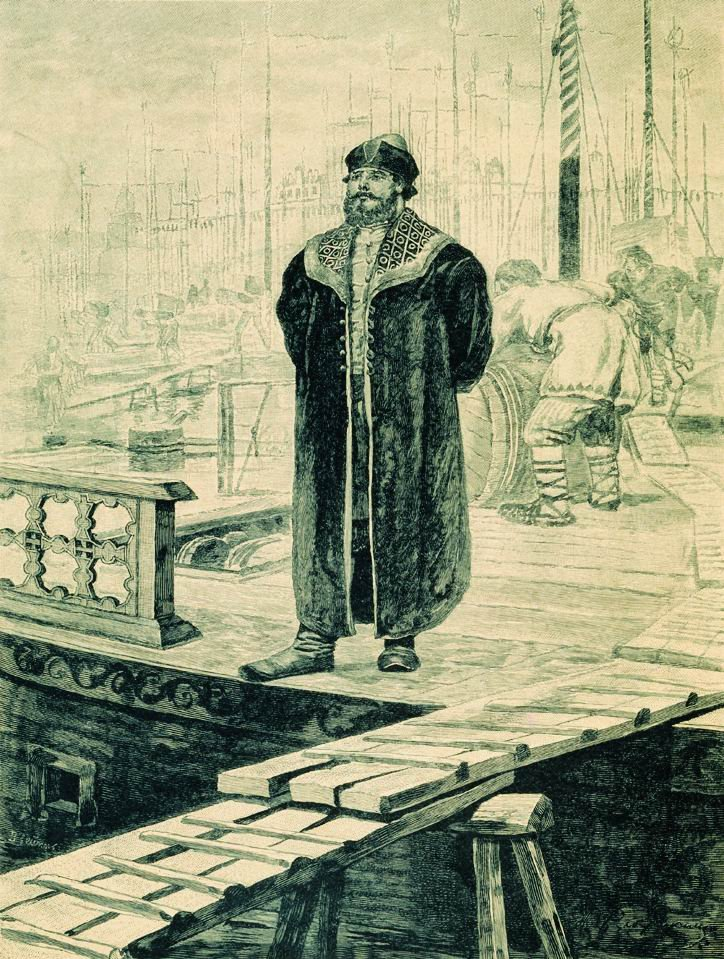
Pintura de Sadkó por Andréi Ryábushkin.

Rimski-Kórsakov comenzó a componer en junio de 1867 durante unas vacaciones de tres semanas en la villa de verano de su hermano en Tervajoki, cerca de Výborg. Un crucero naval de un mes en el Golfo de Finlandia resultó ser solo una interrupción temporal; para el 12 de octubre, había terminado. Escribió a Músorgski que estaba satisfecho y que era lo mejor que había compuesto hasta la fecha, pero que estaba débil por la intensa tensión de la composición y necesitaba descansar.
Rimski-Kórsakov sintió que varios factores se combinaron para hacer que la pieza fuera un éxito: la originalidad de su tarea; la estructura resultante; la frescura de la melodía de baile y el tema del canto con sus características rusas; y la orquestación, «atrapada por un milagro, a pesar de mi imponente ignorancia en el ámbito de la orquestación». Si bien se mostró satisfecho con la estructura de Sadkó, el compositor permaneció descontento con su brevedad y escasez, y agregó que escribir la obra en un formato más amplio habría sido más apropiado para el programa de Stásov. Atribuyó esta extrema concisión a su falta de experiencia compositiva. Sin embargo, Balákirev estaba satisfecho con la pieza, pagándole a Sadkó una combinación de condescendencia y admiración alentadora. Dirigió su estreno en diciembre.

### Reacción
Después de una interpretación de Sadkó en la SMR bajo la batuta de Balákirev en 1868, un crítico acusó a Rimski-Kórsakov de imitar a Kamárinskaya de Glinka. Esta reacción llevó a Músorgski a crear su revista Clasicista, en la que ridiculizó al crítico del «semblante arrepentido». A instancias de Balákirev, revisó la partitura para un concierto programado en noviembre de 1869. Aleksandr Borodín escribió el día de ese concierto: «En esta nueva versión, donde se han corregido muchos problemas de orquestación y se han perfeccionado los efectos anteriores, Sadkó es una delicia. El público recibió la pieza con entusiasmo y llamó a Kórsinka (el compositor) tres veces».

### Historia posterior
En 1871, el director del programa de la SMR, Mijaíl Azanchevski, había programado a Sadkó como parte de un esfuerzo para reclutar a su compositor en la facultad del Conservatorio de San Petersburgo. Esta fue también la única vez que el director de orquesta Eduard Nápravník dirigió una obra orquestal de Rimski-Kórsakov para la SMR. Cuatro años después, Azanchevski le pidió a Nápravník varias veces que dirigiera la suite sinfónica Antar. Nápravník finalmente se negó, diciéndole a Azanchevski con aparente desdén que Rimski-Kórsakov «podría dirigirla él mismo».
En 1892, el compositor reorquestró Sadkó. Fue la última de sus primeras obras que revisó. «Con esta revisión, arreglé cuentas con el pasado», escribió en su autobiografía. «De esta manera, ni una sola de mis obras importantes del período anterior a La noche de mayo quedó sin revisar». 
Rimski-Kórsakov dirigió la pieza varias veces en Rusia durante su carrera, así como en Bruselas en marzo de 1900. Arthur Nikisch la dirigió en presencia del compositor en un concierto en París dado en mayo de 1907.

## Exploraciones armónicas
El grupo de «Los Cinco» ya había estado utilizando la armonía cromática y la escala de tonos enteros antes de que Rimski-Kórsakov compusiera Sadkó. Glinka había usado la escala de tonos enteros en Ruslán y Lyudmila como el leitmotiv del enano malvado Chernomor. «Los Cinco» continuó usando esta armonía «artificial» como un código musical para lo fantástico, lo demoníaco y la magia negra. A este código, Rimski agregó la escala octatónica en Sadkó,  que adaptó de Liszt. En dicha escala los semitonos se alternan con tonos enteros y las funciones armónicas son comparables a las de la escala de tonos enteros. Una vez que Rimski-Kórsakov descubrió este paralelo funcional, usó la escala octatónica como alternativa a la escala de tonos completos en la representación musical de temas fantásticos. También la emplearía en su poema sinfónico Skazka («El cuento») y las muchas escenas que representan acontecimientos mágicos en sus óperas de cuento de hadas. 

## Instrumentación
Sadkó está orquestada para viento-madera: flautín, 2 flautas, 2 oboes, 2 clarinetes en la, 2 fagotes; metales: 4 trompas en fa, 2 trompetas en la, 3 trombones, tuba; percusión: timbales, platillos, bombo, gong; cuerdas: arpa, violines (1), violines (2), violas, Violonchelos, contrabajos. 

## Arreglos
En 1868, la futura esposa de Rimski-Kórsakov, Nadezhda Purgold, arregló la versión original de Sadkó para piano a cuatro manos. El editor ruso Piotr Jürgenson publicó este arreglo al año siguiente, junto con la partitura orquestal.